# Србское восстание
Србское восстание (серб. Устанак у Србу) — восстание югослав в частности сербов против Независимого государства Хорватия, произошедшее во время Второй мировой войны. Началось в июле 1941 года в Србе и вскоре охватило сопредельные территории. Возглавлялось формально коммунистами, но из-за их малого числа и неготовности к начавшемуся внезапно выступлению также четниками, югославскими партизанами и довоенными политиками, защищавшими идею Великой Югославии. Восстание было направлено против усташей и их союзников. Подавление восстания было затруднено, так как у усташей недоставало для этого сил, а силы Германии, в том числе Вермахт были заняты на восточном фронте. В итоге этим занялись итальянцы, расширившие свою зону оккупации и заключившие соглашение с усташами. В ходе военных действий сопротивленцы, массовые убийства которых и стали причиной выступления, совершили много актов насилия против хорватов и боснийцев, включая мирных жителей (особенно в районе населённого пункта Кулен Вакуф). Из-за этого празднование годовщин восстания вплоть до настоящего времени вызывает политические разногласия.

## Память
Социалистическая Республика Хорватия отмечала годовщины Србского восстания как национальный праздник с 1945 года. Однако с 1991 мероприятия, связанные с победой над нацизмом и его союзниками, были перенесены на 22 июня.